# Lugar Nuevo de la Corona
Lugar Nuevo de la Corona település Spanyolországban, Valencia tartományban. Lugar Nuevo de la Corona Alfafar és Sedaví községekkel határos. Lakosainak száma 121 fő (2024).

## Népesség
A település népessége az utóbbi években az alábbiak szerint változott:
| Lakosok száma | 95   | 87   | 120  | 124  | 165  | 133  | 116  | 118  | 109  | 121  |
|               | 2001 | 2004 | 2007 | 2009 | 2012 | 2014 | 2017 | 2019 | 2022 | 2024 |